# シドニー・ゴドルフィン (初代ゴドルフィン伯)

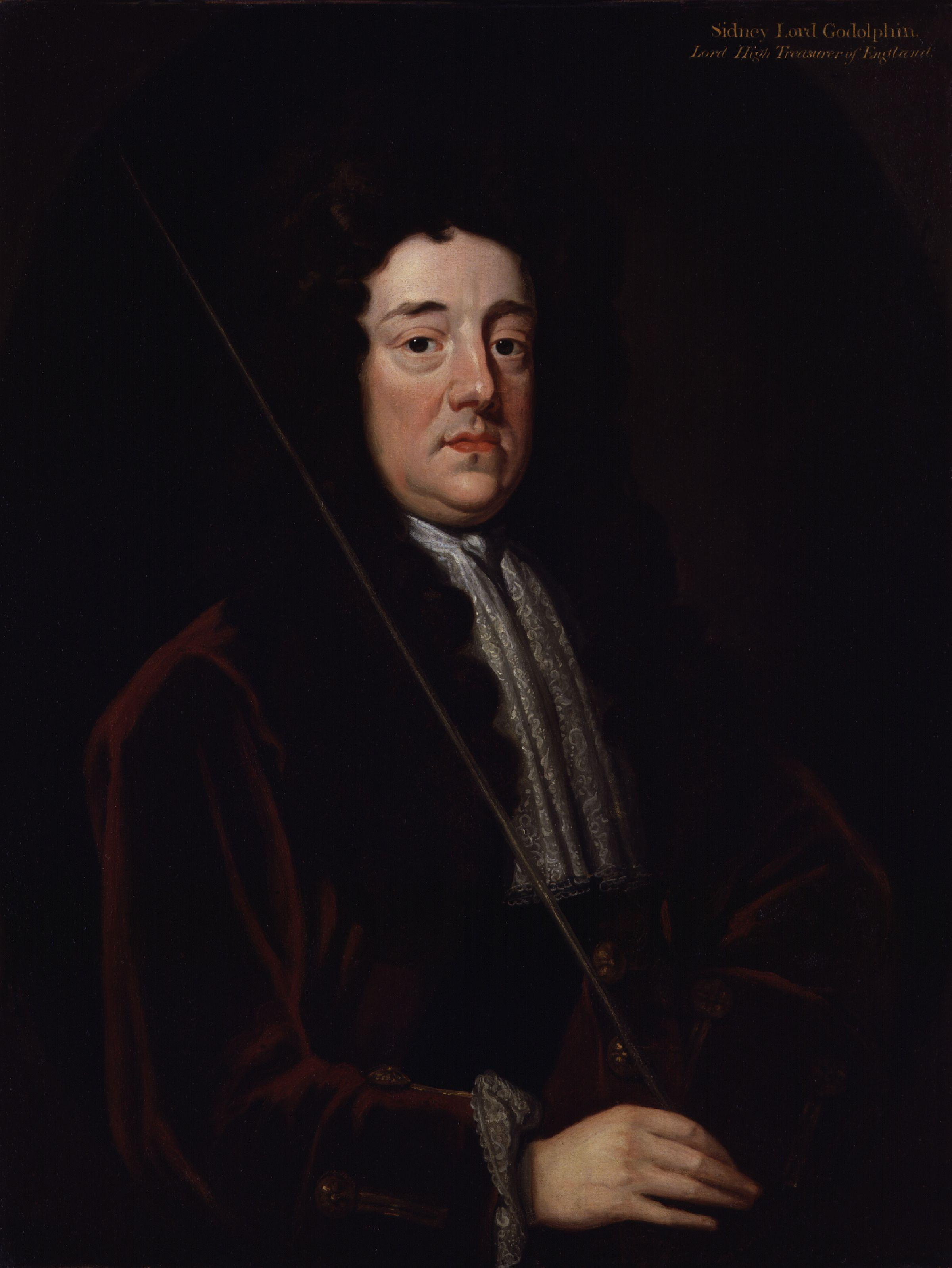
初代ゴドルフィン伯シドニー・ゴドルフィン

初代ゴドルフィン伯シドニー・ゴドルフィン（Sidney Godolphin, 1st Earl of Godolphin, KG, PC, 1645年6月15日 - 1712年9月15日）は、イギリスの貴族・政治家。ステュアート朝の5人の王に仕えて出世、アン女王の代では側近として治世の大半を支えた。

## 生涯

### 順調な出世
1645年、シリー諸島の総督フランシス・ゴドルフィンとサー・ヘンリー・バークレーの娘ドロシーの息子としてコーンウォールで生まれた。1665年にコーンウォールのヘルストンで下院議員に選出され、イングランド王チャールズ2世に引き立てられ1668年にチャールズ2世の妹ヘンリエッタ・アン及びフランス王ルイ14世との密使として活動（1670年にドーヴァーの密約として成立）、恩賞として寝室付き侍従に任命、翌1669年にコーンウォール内の錫の鉱山を31年間貸与され、この鉱山により富裕になった。
チャールズ2世の信任は変わらず、1672年に英蘭戦争及びオランダ侵略戦争が始まる直前にチャールズ2世からルイ14世への特使としてフランスへ派遣され、1679年に枢密院に入り、第一大蔵卿のハイド子爵ローレンス・ハイド（後のロチェスター伯）・サンダーランド伯ロバート・スペンサーと共に内政の中心人物となった。一方でサンダーランドと共にオランダ総督ウィレム3世（後のウィリアム3世）と連絡を取り王位排除法案の賛成を促している。
1675年にトマス・ブラッジの娘マーガレットと結婚したが、1678年にマーガレットは1人息子のフランシス・ゴドルフィンを出産した後に死去、以後再婚しなかった。
1680年に王位排除法案に賛成票を投じたにもかかわらずチャールズ2世からは重用され（同じく賛成したサンダーランドは罷免）、1684年に北部担当国務大臣とロチェスターの後任の第一大蔵卿に任命、男爵位を叙爵された。チャールズ2世の弟ジェームズ2世からの信頼も厚く王妃メアリーの侍従に任命され、1685年にロチェスターが第一大蔵卿に復帰すると、代わりに大蔵委員会の委員として財政を担当した。議会がジェームズ2世への600万ポンドの収入を保証した際、ジェームズ2世を支持したルイ14世に見返りに与えた12万5000ポンドの支払いにも関与していた。

### 名誉革命期
1688年、オランダからウィレム3世がイングランドへ上陸（名誉革命）、ジェームズ2世から支持者が次々と離れていく中でジェームズ2世への忠誠を貫き、ウィレム3世の交渉役としてハリファックス侯ジョージ・サヴィル・ノッティンガム伯ダニエル・フィンチと共にロンドンから派遣されウィレム3世との交渉に当たった。この後亡命を図ったジェームズ2世が捕らえられ、不在のロンドンにはロチェスターが暫定政権を発足させて治安維持に努め、交渉が終わった後に暫定政権に合流、ウィレム3世到着まで準備を整えていった。
ジェームズ2世がフランスへ亡命し、翌1689年にウィレム3世が妻メアリー2世と共にイングランド王ウィリアム3世に即位すると、ジェームズ2世の側近にもかかわらず財務官僚としての手腕を買われ大蔵委員に留まり、1690年に政権と議会が衝突すると3月に辞任したが、ウィリアム3世に説得されて11月に第一大蔵卿として復帰した。1694年にホイッグ党（ジャントー）政権が成立した時もトーリー党員として閣僚に選ばれたが、1696年にジャコバイトが企てたウィリアム3世暗殺計画の関係者との告発が出ると、無実と証明されたにもかかわらず辞任した。
1700年に第一大蔵卿に任命され復帰、1701年の総選挙でホイッグ党が優勢になると辞任したが、1702年にウィリアム3世が亡くなり義妹のアンが即位すると第一大蔵卿として政界に戻り、友人のマールバラ公ジョン・チャーチルとサラ・ジェニングス夫妻と同じく即位前からのアンとの親交が深かったため政権のトップに立ってアンを支える立場となった。また、マールバラ公夫妻の娘ヘンリエッタと息子フランシスを結婚させていたためマールバラ公との繋がりも強固にしていった。

### アン女王の治世期
ゴドルフィン政権の方針はアンの即位前に勃発したスペイン継承戦争の対応で、イングランド軍総司令官に任命されたマールバラ公を全面的に支援する方針を取り、イングランドの内政を預かる役目を負った。ゴドルフィンはトーリー党員とはいえ穏健派でアンの支持を基盤にしていたため、戦争方針は海上制覇を主とするトーリー党とは反対の大陸派遣に決めていて、宗教でもイングランド国教会を支持していたが、国論分裂を避けるため消極的支持に留まり、非国教徒弾圧を強化する便宜的国教徒禁止法案成立に反対、国教会が非国教徒により危機に瀕しているというトーリー党の主張を封じるためアン女王基金を設立、国教徒救済に充てていった。政権は基本的に党派色が少なく政党にとらわれない中道派であった。
トーリー党からはこの姿勢から敬遠され、同じ閣僚であったトーリー党員急進派のロチェスターとノッティンガムとはそりが合わず対立、1703年にアンがロチェスターを罷免、1704年にノッティンガムが辞任したことにより穏健派で下院議長のロバート・ハーレーとヘンリー・シンジョンを登用、晴れて穏健派が主となる政権が成立した。1704年にガーター勲章を受勲、1706年にゴドルフィン伯爵に叙爵されている。スコットランドとイングランドの交渉も担当、1707年に合同条約を批准させグレートブリテン王国を成立させた。
しかし、1705年からホイッグ党が議会多数派になると政権運営にホイッグ党の力が欠かせないという認識からホイッグ党を閣僚に登用、ロバート・ウォルポールとサンダーランド伯チャールズ・スペンサー（ロバート・スペンサーの息子）を始めとするホイッグ党員を入れてホイッグ党を基盤とする政権に変化させたが、アンからは不信感を抱かれる結果となり、ホイッグ党との関係も良くなかった。アンがサラの従妹アビゲイル・メイシャムをお気に入りにするとアンとサラの仲もこじれ、穏健派として政権に協力していった国務大臣ハーレーもホイッグ党の台頭を警戒、アビゲイルを通してアンに接近して段々政権が危うくなっていった。
1708年にマールバラ公と共に辞任したが周囲の説得により撤回、反対にハーレーが非難され辞任するとホイッグ党が勢力を伸ばしたが、戦争の長期化による国内負担の増加と1709年のマルプラケの戦いによる大損害で厭戦気分が高まり、1710年2月に説教師ヘンリー・サッシェバレルが非国教徒を非難して名誉革命も批判すると裁判にかけたが、軽罪の判決が出たことからアンの信頼を失い、4月にサラがアンと絶交、6月にサンダーランドが罷免され政権を崩され、8月に大蔵卿を更迭された。9月に議会が解散して10月の総選挙でトーリー党が勝利、翌1711年にハーレーが大蔵卿に就任して新たにトーリー党政権が樹立した。新政権は和平政策を取りマールバラ公を総司令官から罷免、フランスとの単独講和を図り1712年に講和、1713年にユトレヒト条約を締結してスペイン継承戦争を終結させることになる。
更迭から2年後の1712年に67歳で死去、爵位はフランシスに受け継がれた。閣僚に登用したウォルポールの力量を見抜き、トーリー党政権に弾劾され投獄されたウォルポールの見舞いに訪れ、病床でサラにウォルポールの後を託したといわれる。ゴドルフィンの見込み通り、ハーレーらトーリー党が王位継承問題で分裂すると、ハノーヴァー朝の下で復権したホイッグ党でウォルポールが弾劾を主導してトーリー党を没落に追い込み、やがてジョージ1世に信任されイギリスの初代首相となっていった。